# Francesco Maria di san Siro

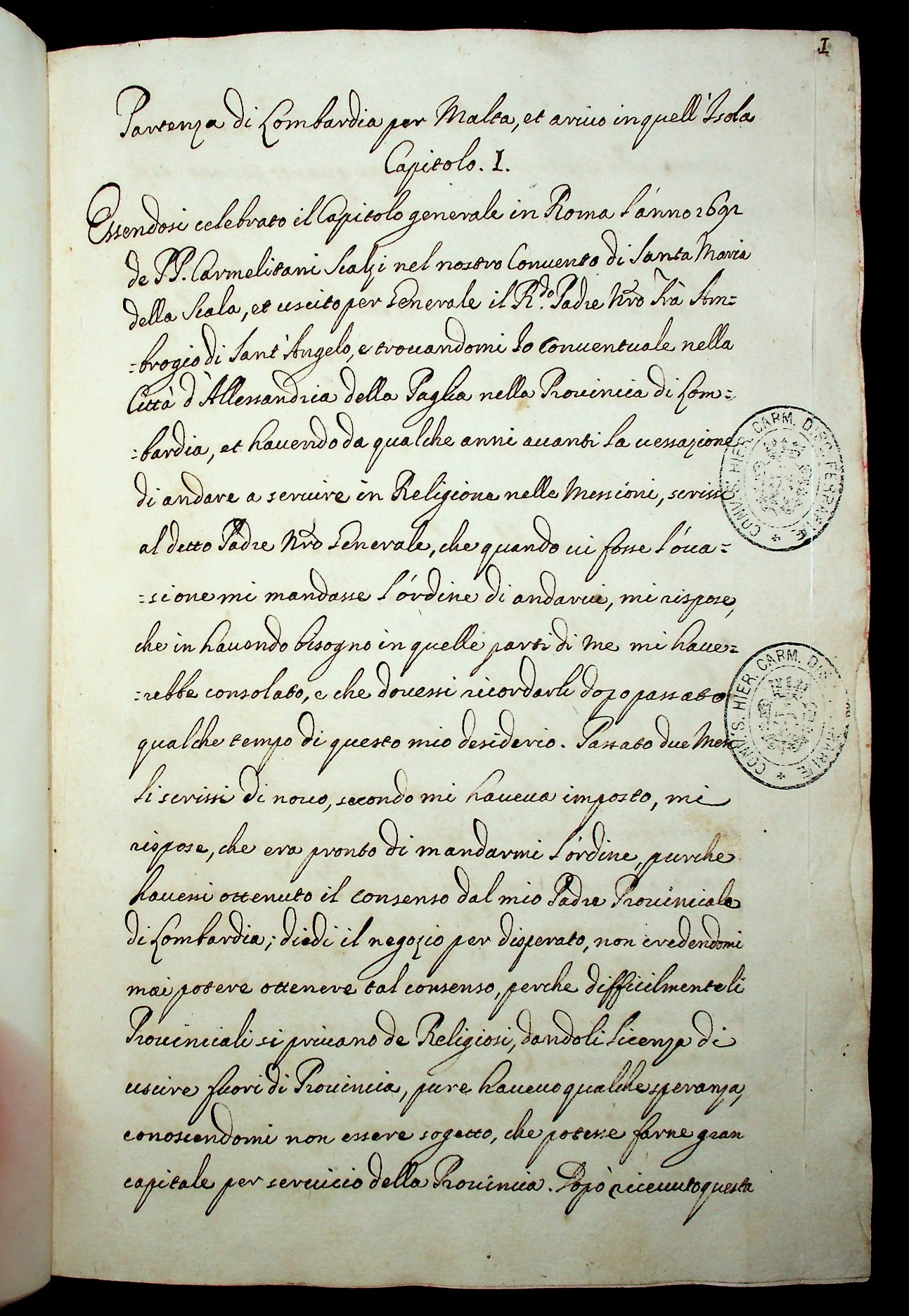
Viaggio di un frate converso carmelitano scalzo pavese alle missioni di Persia ed in altre parti dell'Asia, pag. 1

Francesco Maria di san Siro, latinizzato come Franciscus Maria a S. Siro, al secolo Antonio Gorla (Portalbera, 24 aprile 1658 – Milano, 24 aprile 1736), è stato un missionario e religioso italiano carmelitano. I suoi lunghi viaggi lo portarono in terre e paesi lontani, di cui descrisse luoghi, usi, costumi, pratiche religiose e organizzazione politica.

## Biografia
Antonio nasce nel 1658 a Portalbera in una famiglia molto numerosa; il padre Pietro Paolo viene ucciso il 25 giugno 1660, determinando così il trasferimento della famiglia a Pavia. Qui nel 1674, a soli 16 anni, il giovane Antonio entra nell'Ordine dei carmelitani scalzi e dopo quattro anni di noviziato, nel 1678, presso il convento dei Ss. Carlo e Teresa a Milano, prende i voti con il nome di Francesco Maria di San Siro.
Nel 1692 è priore generale dell'Ordine presso il convento della Paglia ad Alessandria, scaturisce però la volontà di prendere parte ad una missione di evangelizzazione e nel 1692 arriva il consenso per recarsi in Persia.
Prima di imbarcarsi a Malta, Francesco Maria transita da Firenze, Pisa e Livorno dove incontra i confratelli e compagni di viaggio, Ermenegildo di S. Carlo, Giuseppe Ignazio di S. Maria e Antonio Maria dell'Assunzione. Attese una nave proveniente da Marsiglia che lo portò prima a Smirne e successivamente, nel 1693, a Costantinopoli.
Arrivato a nella capitale dell'impero Ottomano, iniziò a scrivere un lungo resoconto del viaggio. La cronaca restituisce un quadro dettagliato della Costantinopoli dell'epoca ottomana e contiene una precisa descrizione della politica, del sistema giudiziario e religioso, del sistema commerciale ed economico, gli usi alimentari e abitativi, la moda e gli stili architettonici.
Il viaggio continua attraverso le città mussulmane di Trebisonda, Erzerum, Eviran, Tauris, Charan fino a giungere, nel febbraio del 1694, a Ispahan sede della missione e meta del viaggio.
Dal 1696 Francesco Maria diviene assistente di Elia di S. Alberto, vicario provinciale per la Persia e le Indie e vescovo di Ispahan; ne curerà la biografia. Questo periodo lo vede missionario elemosiniere in India, visitando le città di Schiraz, Ormuz, Diu, Goa; nel suo continuo viaggiare continua la sua opera di registrazione di informazioni sui luoghi e le civiltà che incontra.
Visita, sempre in veste di elemosiniere, Sumatra e da qui si imbarca per raggiungere Manila, raggiunta dopo 40 giorni di navigazione.
Il 12 giugno del 1702 riceve l'ordine di rientrare in Italia, passando da Costantinopoli e Messina per giungere a Roma dove viene ricevuto da papa Clemente XI al quale riferisce lo stato della missione in Persia.
Si stabilisce di nuovo ad Alessandria, ma nel 1705 riceve l'ordine di recarsi di nuovo in Persia, sempre come assistente di Elia di S. Alberto. Prima di imbarcarsi a Lisbona, il loro viaggio tocca le regioni dell'Austria, della Svevia, della Sassonia, della Baviera e della Boemia al fine di raccogliere lettere e doni da portare al re di Persia. Giunti a Lisbona nei primi mesi del 1708 i due salparono per la Persia, ma le condizioni avverse obbligarono la spedizione a cambiare rotta e dirigersi verso il Brasile, dove Elia di S. Alberto morì a causa di un'infezione contratta durante la traversata.
Venuto meno l'obbligo di recarsi in Persia, Francesco Maria dopo un anno di permanenza in Brasile decide di tornare in Italia attraverso un viaggio che durò ben cinque anni e che lo porta a transitare in Inghilterra e nei Parsi Bassi fino a giungere nel 24 aprile 1710 a Bologna.
Seppur gli ultimi anni della sua vita non sono documentati, è noto che morì a Milano nel 1736.

## Opere

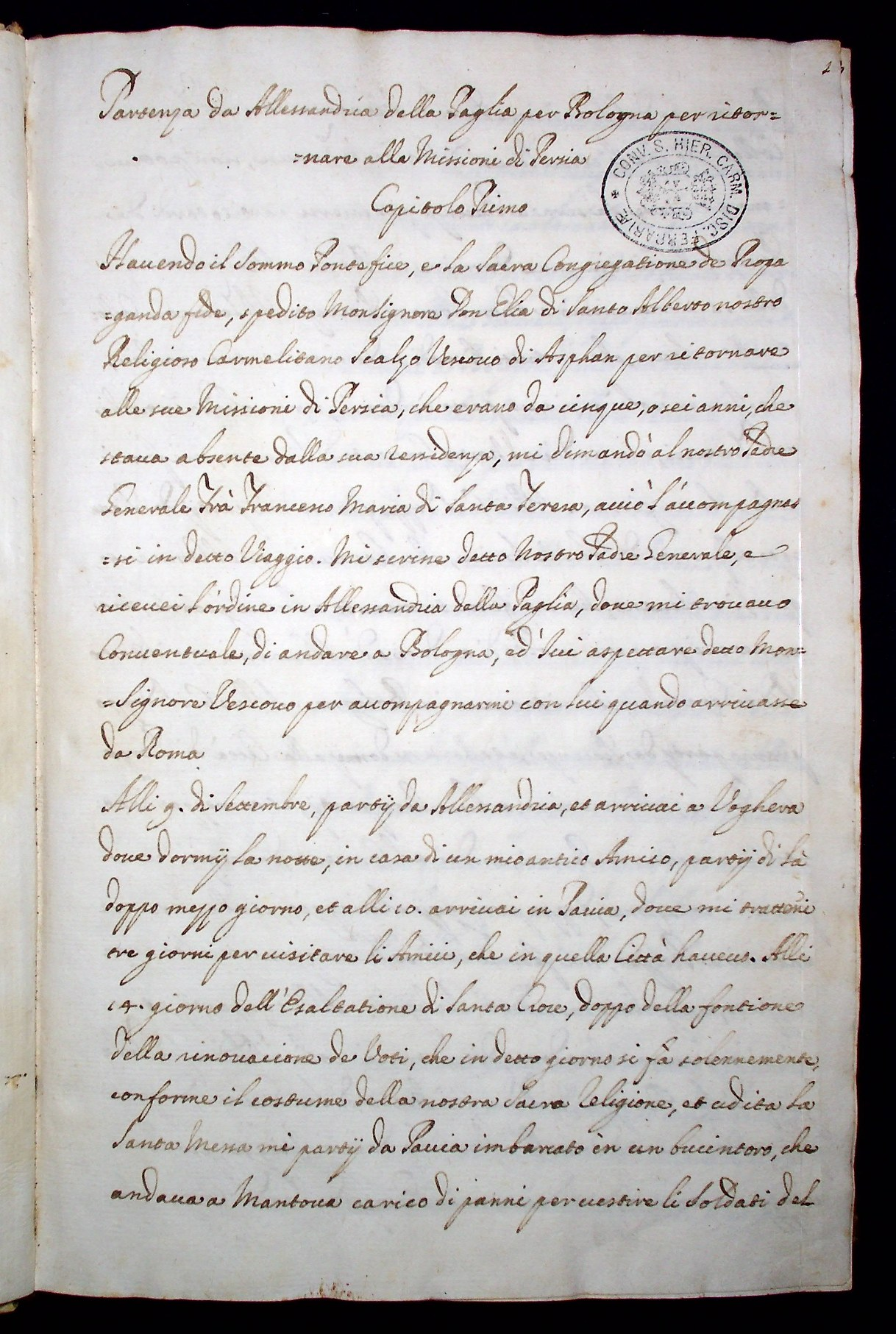
Seconda parte de viaggi per la Germania

I manoscritti delle cronache di viaggio di Francesco Maria di San Siro sono conservati presso la Biblioteca Apostolica Vaticana, la Biblioteca Ambrosiana di Milano, la Biblioteca provinciale dei Carmelitani scalzi di Milano e presso la Biblioteca Estense universitaria di Modena.
- Itinerario orientale in cui si contengono varie notizie della Turchia, della Persia, di una gran parte delle Indie, fatto e composto da un religioso converso dell'ordine de' Carmelitani scalzi, (γ B 6.5, Raccolta Campori, Biblioteca Estense Raccolta).
- Viaggio di un frate converso carmelitano scalzo pavese alle missioni di Persia ed in altre parti dell'Asia dal 1693 e sequenti scritto in Vienna nel 1706, 1706 (Z 199 sup. Biblioteca Ambrosiana di Milano; A.C.8./2 Biblioteca Carmelitani scalzi di Milano).
- Vita ven. Eliae a S. Alberto… assumpti in episcopum Aspahanensem in Perside, qui natus Montibus in Belgio a. 1643, non sine fama sanctitatis obiit in Urbe Baia i. Brasilia a. 1708, 1708
- Seconda parte de viaggi per la Germania, Olanda, Portogallo, e di là nel Brasile per l'Inghilterra, d'indi per la Germania in Italia, 1710 (L 200 sup. Biblioteca Ambrosiana di Milano; A.C.8/1 Biblioteca provinciale dei Carmelitani scalzi; Borg. latino, 318, Biblioteca apostolica Vaticana).